# ロビンソン R44
ロビンソン R44
ロビンソン R44
- 用途：汎用ヘリコプター
- 製造者：ロビンソン・ヘリコプター
- 初飛行：1990年3月31日
- 生産数：5,300機以上
- 運用状況：生産中

ロビンソン R44（Robinson R44）とは、アメリカ合衆国のロビンソン・ヘリコプターが開発した小型ヘリコプター。1990年初飛行。

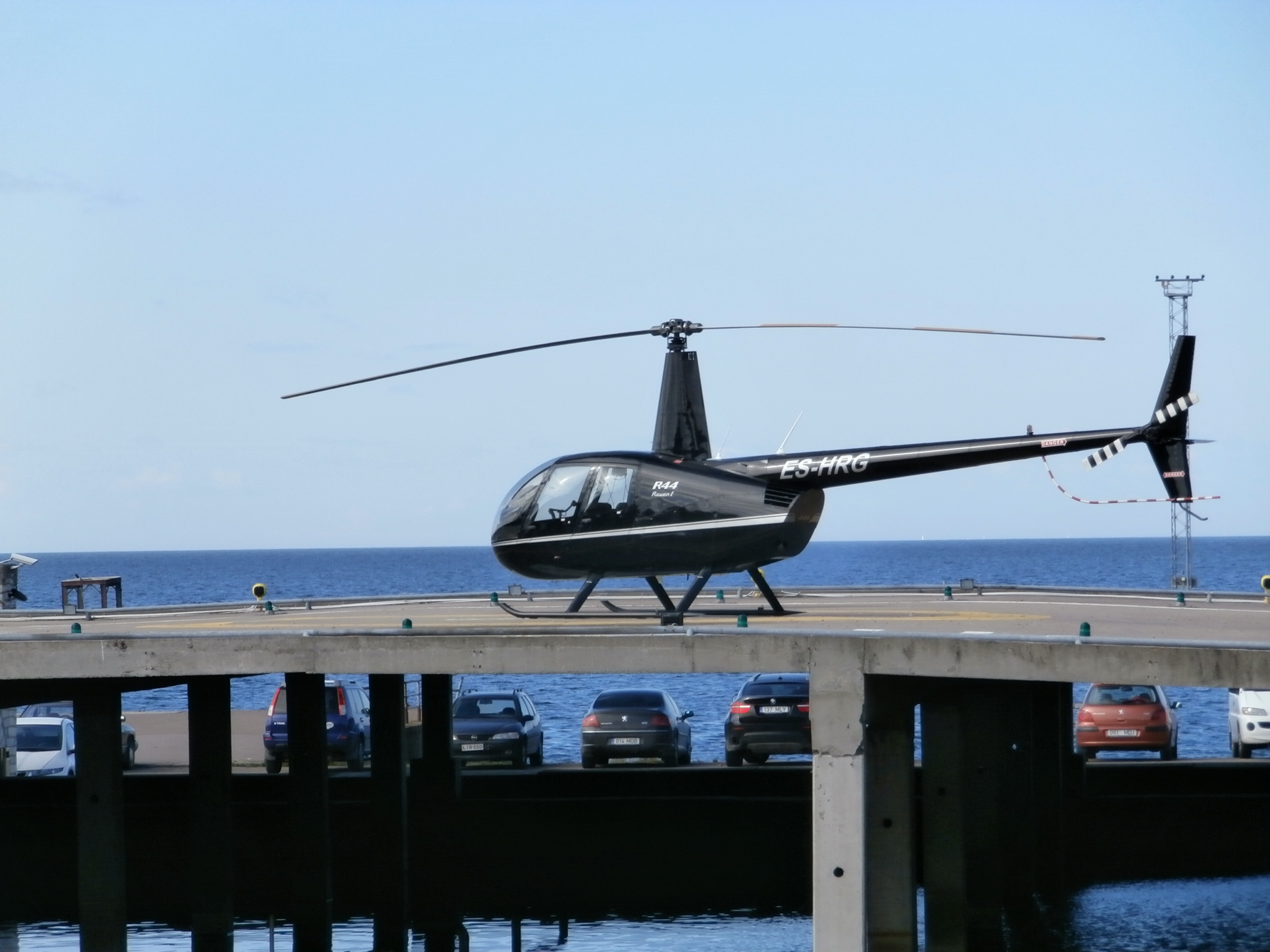
エストニア空軍の R44

## 概要
ロビンソン・ヘリコプターはロビンソン R22の開発・製造で成功を収めていた。R44は、その成功を受けて、拡大型として開発された機体である。機体のおおまかなレイアウトはR22を継承しているが、新設計の機体であり、キャビンもR22の複座から4人乗りに拡大されている。主ローターは2翅で、セミリジッド方式のハブを持つ。尾部ローターも2翅で、安定板の左側に付けられている。1986年より開発が開始され、1990年3月31日に初飛行した。1992年12月にFAAの型式証明を取得し、1993年1月から引渡しが開始されている。当初より販売成績は好調で、2011年時点で5,300機以上が生産されている。
初期型にはアストロ(Astro)との愛称が付けられ、2000年からは操縦装置に油圧補助が付いたレイブン(Raven)が開発された。2002年からはエンジンやローターが改良されたレイブンIIとなっている。
2016年12月にはブラジルで花嫁を乗せたヘリコプターが、乗員全員4人死亡の航空機事故が発生し墜落している。当日は濃霧であり、この航空機事故について空間識失調が原因でパイロットに対してパイロットエラーの疑いが問われている。

## 運用国

### 軍用
- ドミニカ共和国 - 2024年時点で、ドミニカ共和国陸軍が2機のR44を保有[2]。
- エストニア - 2024年時点で、エストニア空軍が2機のR44を保有[3]。
- フィリピン - フィリピン陸軍に2機のR44が寄贈され、陸軍航空隊で運用[4]。

## 要目（レイブンII）
- 全高：3.3m
- 胴体長：9.0m
- 主ローター直径：10.1m
- 自重：658kg
- ペイロード：408kg
- エンジン：ライカミングIO-540-AE1A5 6気筒水平対向レシプロエンジン 245hp
- 乗員：1または2名
- 乗客：乗員含め4名
- 最大速度：240km/h
- 巡航速度：200km/h
- 航続距離：560km